# Contrastdriehoek
De contrastdriehoek is een nachtelijk entoptisch verschijnsel dat te zien is tussen de volle maan en het gereflecteerde licht van de volle maan op het oppervlak van de zee.

## Verschijningsvorm
De contrastdriehoek ziet eruit als een donker driehoekig of kegelvormig segment in de hemel. De top van de driehoek (of van de kegel) bevindt zich tegen de onderkant van de volle maan. De basis bevindt zich tegen de horizon. De begrenzingen van de twee diagonale gedeelten van de driehoek worden bepaald door de begrenzingen van het gereflecteerde licht van de volle maan op de zee (nocturnal glitterpath). Hoe hoger de positie van de volle maan in de hemel, hoe moeilijker de zichtbaarheid van de contrastdriehoek zal zijn. Indien men het gereflecteerde licht op de zee afschermt met de hand, zal ook de contrastdriehoek in de hemel verdwijnen.